# Disorder (gruppo musicale)
I Disorder sono un gruppo musicale hardcore punk formatosi a Bristol, nel Regno Unito, agli inizi degli anni ottanta. Fedeli all'etica anarcho punk del DIY, i Disorder sono una band che si inserisce nel filone anarchico dell'hardcore britannico insieme a band come Crass e Conflict.
La band ha avuto numerosi cambi di formazione durante i circa trent'anni di attività; l'unico componente stabile dal 1983 il cantante e chitarrista Phil "Taf" Lovering, inizialmente entrato nella band come bassista.

## Formazione

### Formazione attuale
- Phil "Taf" Lovering – voce (1986-presente), chitarra (2002-2009), basso (1983-2002)
- Nick Ellis – chitarra (2009-presente), basso (2002-2009)
- John Springer – batteria (2002-2007, 2011-presente)

### Ex componenti
- Nick Peters – basso (1980)
- Stephen Curtis – voce (1980-1981)
- Neil Worthington – batteria (1980-1982)
- Steve Robinson – basso (1981-1982)
- Chris Neill – voce (1982-1985)
- Richard Potts – batteria (1982-1985)
- Steve Allen – chitarra (1980-1992)
- Goz – chitarra (2000-2002)
- Yaga – chitarra (2000-2002)
- Chris Wheelie – batteria (2000-2002)
- Ben – batteria (2007-2010)
- Nikos – chitarra (2008)
- William Melrose – chitarra (2010)

## Discografia

### Album in studio
- 1984 – Under the Scalpel Blade
- 1989 – Violent World
- 1991 – Senile Punks..
- 1997 – Sliced Punx on Meathooks
- 2005 – Kamikaze

### Album dal vivo
- 1985 – Gi Faen I Nasjonaliteten Din Live (Live In Oslo)

### Raccolte
- 1984 – Complete Disorder: The Singles
- 1994 – Senile Punks
- 1995 – Live in Oslo/Violent World
- 1995 – Under the Scalpel Blade/One Day Son...
- 1996 – The Rest Home for Senile Old Punks Proudly Present... Disorder
- 1996 – Driller Killer: The Collection
- 1999 – The Best of Disorder
- 2003 – Total Disorder
- 2005 – The Riot City Years

### EP
- 1981 – Complete Disorder
- 1981 – Distortion to Deafness
- 1983 – Perdition
- 1983 – Mental Disorder
- 1991 – More Noize
- 1994 – Pain, Headache, Depression
- 1997 – We're Still Here

### Split
- 1986 – One Day Son, All This Will Be Yours (con i Kafka Prosess)
- 1991 – Masters of the Glueniverse (con i Mushroom)